# Gneu Seu
Gneu Seu (en llatí Cnaeus Seius) era un cavaller romà que es considerava que tenia el millor cavall del seu temps (meitat del segle i aC).
Fou condemnat i executat per Marc Antoni vers el 48 aC i el seu cavall va passar a mans de Dolabel·la i més tard de Cassi, i els dos van morir de mort violenta, del que va derivar el proverbi ille homo habet equum Sejanum. (Aule Gel·li, 3.9.).